# Грибенес
Грибенес или гривен (идиш גריבענעס‎, «шкварки»; ивр. גלדי שומן‎) — блюдо ашкеназо-еврейской кухни, состоящее из хрустящих шкварок из куриной или гусиной кожи с жареным луком.

## Этимология
Слово gribenes связано с немецким Griebe (множественное число Grieben), означающим «кусочек жира, хрустящий» (от древневерхненемецкого griobo через средневерхненемецкий griebe), где Griebenschmalz — это смалец, из которого шкварки не удалены.

## История
Излюбленная еда ашкеназов, грибенес появляется в еврейских рассказах и притчах, например, в творчестве еврейского поэта Хаима Нахмана Бялика.
Как и другие шкварки, грибенес являются побочным продуктом переработки животного жира для производства кулинарного жира, в данном случае кошерного смальца.
Грибенес можно использовать в качестве ингредиента в таких блюдах, как каша лаккес, флейшиг кугель и гехакте лебер.
Грибенес часто связывают с еврейскими праздниками Ханука и Рош ха-Шана. Традиционно во время Хануки грибенес подавали с картофельным кугелем или латкес. Блюдо также связано с Песахом, так как большое количество смальца с полученными грибенес традиционно использовалось в рецептах Песаха.

## Употребление
Грибенес можно есть в качестве закуски к ржаному хлебу или хлебу из тыквы с солью, или использовать в таких рецептах, как рубленая печень, или все вышеперечисленное. Его часто подают в качестве гарнира к ржаным пастрами или хот-догам.
Это блюдо едят как полуночный перекус или как закуску. В Луизиане евреи добавляют грибенес к джамбалайе вместо креветок (по кашруту). Его подавали детям на хлебе хала в качестве угощения. Грибинес также можно подавать в сэндвичах GLT (англ. Gribenes, Lettuce, Tomato — грибенес, латук, томат), модифицированной версии BLT-сэндвича, в котором бекон заменен грибенесом.